# Piotr (książę Brazylii)
Pedro de Bragança (ur. 19 października 1712 w Lizbonie, zm. 29 października 1714 tamże) – infant portugalski. Od urodzenia był następcą tronu i nosił przysługujące mu w związku z tym tytuły księcia Brazylii i księcia Braganzy.

## Życiorys
Urodził się jako najstarszy syn (drugie spośród sześciorga dzieci) króla Portugalii Jana V Wielkodusznego z jego małżeństwa z królową Marii Anny. Po śmierci Piotra następstwo tronu i związane z nim tytuły przeszły na jego młodszego brata Józefa.
Został pochowany w klasztorze São Vicente de Fora w Lizbonie.